# Баварский диалект

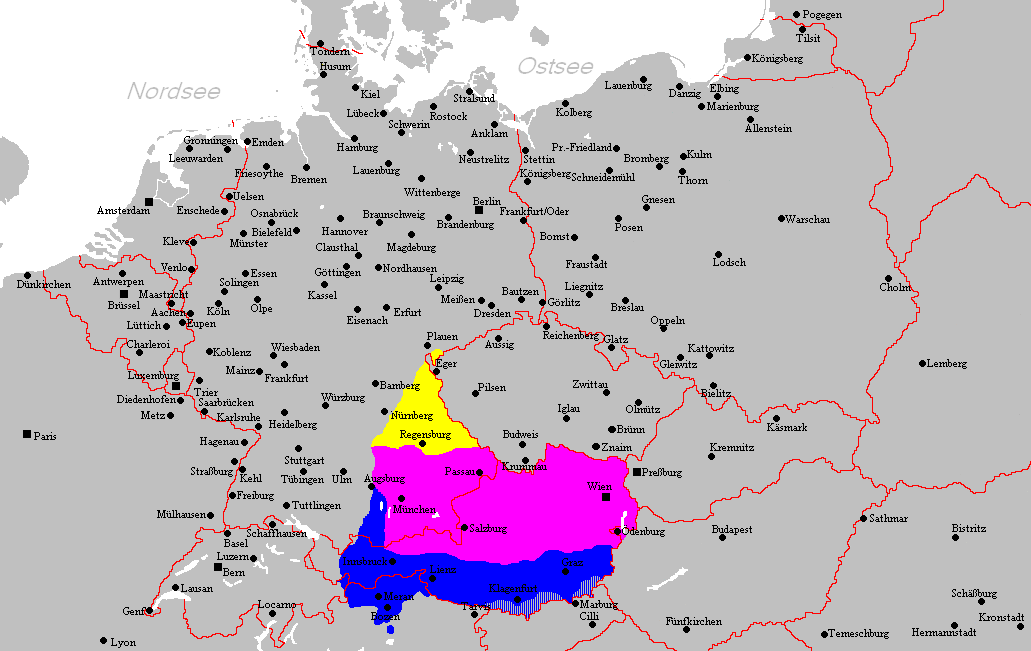
Распространение баварских (австро-баварских) диалектов
Обозначены: жёлтым — северо-баварский, розовым — среднебаварский (австро-баварский), синим — южно-баварский

Бава́рский диалект (нем. Bairisch, бав. Boarisch, старогерманское — Bairisch) — один из диалектов немецкого языка, распространенный в Баварии, Австрии, и на севере Италии. Ведёт своё происхождение от языка, на котором говорили представители баварского племени, оттеснённого Карлом Великим к Дунаю. Относится к группе южнонемецких диалектов верхненемецкого языка.

## Описание

### Распространение
Баварский диалект подразделяется на три крупные языковые группы, а именно:
- Северобаварский диалект — распространён на северо-востоке федеральной земли Бавария в округе Верхний Пфальц, на юго-востоке Верхней и Средней Франконии;
- Среднебаварский диалект (иногда обозначается как австро-баварский) — обнаруживается на юге и юго-востоке федеральной земли Бавария (в округах Верхняя Бавария и Нижняя Бавария, на юге Верхнего Пфальца), а также в Австрии (Вена, Верхняя Австрия, Нижняя Австрия, Зальцбург, Бургенланд, север Штирии и Тироля);
- Южнобаварский диалект — юго-запад федеральной земли Бавария (округ Швабия), южная Австрия (Штирия, Каринтия, Тироль) и Италия (Автономная провинция Больцано-Боцен — Южный Тироль в регионе Трентино — Альто-Адидже).

Баварский диалект известен также как австро-баварский диалект (в основном, в Австрии, хотя этим термином также пользуются в англоязычных странах). Вместе с тем многие исследователи считают, что это два различных диалекта (см. ниже различия в произношении). Помимо названных выше областей Баварии, на нём говорят в Австрии (кроме Форарльберга, где преобладает алеманское наречие), особенно на юге Тироля, а также в нескольких областях Швейцарии, в пограничных с Австрией областях Италии (Южный Тироль) и даже в Венгрии (Шопрон). До 1945 года на баварском диалекте говорили также немцы южной Чехии.
Всего в Баварии более 60 различных диалектов, но официальным языком является стандартный немецкий. Помимо собственно баварских диалектов, в Баварии распространены также франкские (восточно- и южнофранкские) и алеманские (швабский) диалекты южнонемецкой группы диалектов.

### Изучение и современное состояние
Слово Boarisch — это обозначение, которое происходит от названия первых немецкоязычных народов, расселявшихся по территории Баварии и в непосредственной близости к ней, а также их языков. Предположительно, название происходит от кельтско-германского baio-wariōz, имеющее значение «люди из Богемии» (в свою очередь, название «Богемия» происходит от названия кельтского племени бойев, проживавших на этой территории).
Первым исследователем, заинтересовавшимся баварскими диалектами, был Иоганн Андреас Шмеллер (1785—1852), который в XIX веке составил четырёхтомный баварский словарь.
Баварский язык отличается мягкостью произношения и является антиподом резко звучащего берлинского диалекта, как и сама Бавария всегда воспринималась как антипод Пруссии. В настоящее время обучение в австрийских и баварских школах ведётся на стандартном немецком языке. В то же время велико остаётся значение диалекта в разговорной речи баварцев.

## Лингвистическая характеристика

### Фонология

#### Гласные
Система гласных среднебаварского диалекта включает в себя 13 монофтонгов, восемь из которых неназализованные, а пять — назализованные, и 14 дифтонгов: десять неназализованных и четыре назализованных. Кроме назализации, гласные характеризуются по ряду и подъему. Различается передний и задний ряд. Признак подъема имеет четыре значения: верхний, средне-верхний, средне-нижний, нижний. Дифтонги могут быть разделены на закрывающиеся (содержащие i или u в качестве второго компонента) и открывающиесе (содержащие ɐ или а в качестве второго компонента). Вопрос о фонологичности долготных противопоставлений является дискуссионным.
| Монофтонги            | Монофтонги       | Монофтонги       | Монофтонги     | Монофтонги     |
|                       | Неназализованные | Неназализованные | Назализованные | Назализованные |
|                       | Передний ряд     | Задний ряд       | Передний ряд   | Задний ряд     |
| --------------------- | ---------------- | ---------------- | -------------- | -------------- |
| Верхний подъем        | /i/              | /u/              | /ĩ/            | /ũ/            |
| Средне-верхний подъем | /e/              | /o/              | /ẽ/            |                |
| Средне-нижний подъем  | /ɛ/              | /ɔ/              |                | /ɔ̃/            |
| Нижний подъем         | /a/              | /ɒ/              | /ã/            |                |
| Дифтонги              |                  |                  |                |                |
|                       | Неназализованные | Неназализованные | Назализованные | Назализованные |
| Закрывающиеся         | /ei/ /ai/ /au/   | /ui/ /oi/ /ɔi/   | /ãĩ/           | /ãũ/           |
| Открывающиеся         | /iɐ/ /ɛɐ/        | /uɐ/ /ɔɐ/        | /ẽã/           | /ɔ̃ã/           |

#### Согласные
Система согласных содержит 22 фонемы. Согласные противопоставляются по трем признакам: место образования, способ образования, напряженность\ненапряженность. Признак места образования имеет четыре значения: губной, денто-альвеолярный, альвеолярный, велярный. Признак спобособа образования различает шесть значений: смычнй, аффриката, фрикативный, носовой, плавный, дрожащий. Смычные и фрикативные бывают напряженными и ненапряженными. Остальные согласные по этому признаку не противопоставляются. Признак напряженности\ненапряженности взаимосвязан с признаком долготы\краткости гласных. Фонологичным должен считаться только один из них.
|             |               | Губной | Денто-альвеолярный | Альвеолярный | Велярный |
| ----------- | ------------- | ------ | ------------------ | ------------ | -------- |
| Смычный     | Напряженный   | /p/    | /t/                |              | /k/      |
| Смычный     | Ненапряженный | /b/    | /d/                |              | /g/      |
| Аффриката   | Аффриката     | /bv/   | /dz/               |              | /gh/     |
| Фрикативный | Напряженный   | /f/    | /s/                | /ʃ/          | /χ/      |
| Фрикативный | Ненапряженный | /v/    | /z/                | /ʒ/          | /x/      |
| Носовой     | Носовой       | /m/    | /n/                |              | /ŋ/      |
| Плавный     | Плавный       |        | /l/                |              |          |
| Дрожащий    | Дрожащий      |        | /r/                |              |          |

Противопоставление напряженных и ненапряженных согласных нейтрализуется в начале слова, где все согласные ненапряженные. Фонема /l/ не встречается перед согласными. В этой позиции исторически происходила вокализация, т.е. переход в /i/. Фонема /r/ реализуется денто-альвеолярным дрожащим звуком перед гласным. В иных позициях представлен вокализованный аллофон /ɐ/.

### Детирминативы
Понятие детирминатив объединяет ряд частей речи, синтаксически модифицирующих существительное. К ним относятся определенный и неопределенный артикль, указательные и притяжательные местоимения, а также показатель преименного отрицания. Все эти части речи демонстрируют в баварских диалектах общие морфологические свойста. Они различают три падежа (номинатив, аккузатив и датив) и два числа: единственное и множественное. В единственном числе различаются три рода.

#### Артикль
Определенный артикль имеет в некоторых формах полный и редуцированный вариант. Редуцированный вариант приводится в скобках. Он употребляется перед существительными в беглой речи. Полный вариант употребляется перед существительными в старательной речи и, независимо от темпа речи, перед прилагательными и после предлогов. Формы определенного артикля имеют следующий вид:
|           | Единственное число | Единственное число | Единственное число | Множественное число |
|           | Мужской род        | Женский род        | Средний род        | Множественное число |
| --------- | ------------------ | ------------------ | ------------------ | ------------------- |
| Номинатив | dɐ                 | de (d)             | s                  | de (d)              |
| Аккузатив | ɐn (n)             | de (d)             | s                  | de (d)              |
| Датив     | ɐn (n)             | dɐ                 | ɐn (n)             | den, de             |

Неопределенный артикль употребляется только в единственном числе и имеет следующие формы:
|           | Мужской род | Женский род | Средний род |
| --------- | ----------- | ----------- | ----------- |
| Номинатив | ɐ           | ɐ           | ɐ           |
| Аккузатив | ɐ̃n          | ɐ           | ɐ           |
| Датив     | ɐ̃n          | ɐ           | ɐ̃n          |

#### Указательное местоимение
|           | Единственное число | Единственное число | Единственное число | Множественное число |
|           | Мужской род        | Женский род        | Средний род        | Множественное число |
| --------- | ------------------ | ------------------ | ------------------ | ------------------- |
| Номинатив | dɛɐ                | deː                | deːz               | deː                 |
| Аккузатив | dẽn                | deː                | deːz               | deː                 |
| Датив     | dẽn                | dɛa(rɐ)            | dẽn                | dẽn, dẽnɐ           |

#### Притяжательные местоимения
Притяжательные местоимения среднебаварского диалекта: [mãĩ] mein ‘мой’, [dãĩ] dein ‘твой’, [zãĩ] sein ‘его’, [iarɐ ~ iɐ] ihr ‘её’, [ũnzɐ ~ ĩnsɐ] unser ‘наш’, [ẽŋgɐ ~ ɒiɐ] euer ‘ваш’, [ɛ̃ɐ̃nɐ̃] ihr ‘их’. Формы [ũnzɐ] и [ɒiɐ] возникли под вличнием литературного языка и больше характерны для городской речи.
|           | Единственное число | Единственное число | Единственное число | Множественное число |
|           | Мужской род        | Женский род        | Средний род        | Множественное число |
| --------- | ------------------ | ------------------ | ------------------ | ------------------- |
| Номинатив | mãĩ, ĩnzɐ          | mãĩ, ĩnzɐ          | mãĩ, ĩnzɐ          | mãĩne, ĩnzɐre       |
| Аккузатив | mãĩn, ĩnzɐn        | mãĩ, ĩnzɐ          | mãĩ, ĩnzɐ          | mãĩne, ĩnzɐre       |
| Датив     | mãĩn, ĩnzɐn        | mãĩnɐ, ĩnzɐrɐ      | mãĩn, ĩnzɐn        | mãĩne, ĩnzɐre       |

#### Приименное отрицание
|           | Единственное число | Единственное число | Единственное число | Множественное число |
|           | Мужской род        | Женский род        | Средний род        | Множественное число |
| --------- | ------------------ | ------------------ | ------------------ | ------------------- |
| Номинатив | ghɔ̃ɐ̃               | ghɔ̃ɐ̃               | ghɔ̃ɐ̃               | ghɔ̃ɐ̃ne              |
| Аккузатив | ghɔ̃ɐ̃n              | ghɔ̃ɐ̃               | ghɔ̃ɐ̃               | ghɔ̃ɐ̃ne              |
| Датив     | ghɔ̃ɐ̃n              | ghɔ̃ɐ̃nɐ             | ghɔ̃ɐ̃n              | ghɔ̃ɐ̃ne              |

### Существительное
Противопоставление падежных форм существительного ограничено существительными, соответствующими слабому склонению литературного немецкого: [gzei] Geselle ‘парень, подмастерье’, [gzein] Gesellen ‘парню\парня’. Окончание генитива отмечается лишь в некоторых лексикализованных формах в составе устойчивых словосочетаний, таких как [um gots wuin] um Gottes willen ‘ради бога’. Отдельное окончание датива множественного числа имеется только у существительных среднего рода на -er и -nis: [mesɐ] die Messer ‘ножи’, [mesɐn] den Messern ‘ножам’; [dzaignis] die Zeugnisse ‘справки’, [dzaignisn] den Zeugnissen ‘справкам’. 
Как и в литературном языке, в среднебаварском диалекте различаются три рода, но распределение некоторых существительных по родам отличается, например: мужской род [butɐ] ‘масло’ при женском роде в литературном немецком die Butter, средний род [daiɐ] ‘тарелка’ при мужском в литературном der Teller.
Существует шесть способов образования множественного числа:
1. Назальный суффикс: [weps] Wespe ‘оса’ vs [wepsn] Wespen ‘осы’.
2. Суффикс -ɐ (соответствует литературному немецкому -en): [bairin] Bäuerin ‘фермерша’ vs [bairinɐ] Bäuerinen ‘фермерши’.
3. Чередование в корне: [gɒst] Gast ‘гость’ vs [gest] Gäste ‘гости’.
4. Суффикс -ɐ (соответствует литературному немецкому -er) иногда с чередование в корне: [wɔɪd] Wald ‘лес’ vs [weɪdɐ] Wälder ‘леса’.
5. Чередование напряженности\ненапряженности согласного и долготы гласного: [viːʒ] Fisch ‘рыба’ vs [viʃ] Fische ‘рыбы’.
6. Использование разных артиклей: [dɐ huɐv] der Huf ‘копыто’ vs [de huɐv] die Hufe ‘копыто’.

## Фонетические и лексические особенности
На следующих примерах можно видеть, насколько сильно отличаются друг от друга баварский диалект и немецкий язык, а также австрийский вариант от баварского. Диакритические знаки (например, в предлогах: немецкое von, баварское vo и австрийское vô) указывают на фонетические особенности диалектов, прямые несоответствия слов говорят о наличии в диалектах собственных названий (в названиях городов: баварское Minga и немецкое München) или лексем, сформировавшихся в отрыве от немецкого языка. Косая черта (/) обозначает, что чередующиеся слова могут быть соотнесены по своему смыслу, и, имея собственную специфику употребления, могут употребляться в данном случае все.
| Австрийский | S' Boarische is a Grubbm vô Dialektn im Sü(i)dn vôm daitschn Språchraum                     |
| Баварский   | S' Boarische is a Grubbm vo Dialekt im Sidn vom daitschn Språchraum                         |
| Немецкий    | Bairisch ist eine Gruppe von Dialekten im Süden des deutschen Sprachraumes                  |
| Перевод     | Баварский язык — группа диалектов, распространённых на юге немецкого языкового пространства |

| Австрийский | Serwas/Hawedèrè/Griaß Di, i bî da Pèda und kumm/kimm vô Minga     |
| Баварский   | Serwus/Habèderè/Griaß Di, i bin/bî da Pèda und kumm/kimm vo Minga |
| Немецкий    | Hallo/Grüss dich, ich bin Peter und ich komme aus München         |
| Перевод     | Привет, меня зовут Петер, и я из Мюнхена                          |

| Австрийский | D’Lisa/'s-Liasl håd se an Hàxn brochn/brocha |
| Баварский   | As Liasal håd se an Hàxn/Hàx brocha          |
| Немецкий    | Lisa hat sich das Bein gebrochen             |
| Перевод     | Лиза сломала ногу                            |

| Австрийский | I hå/håb/hã/hò a Göid/Gòid gfundn      |
| Баварский   | I hå/håb a Gèid/Gòid/Göld gfundn/gfuna |
| Немецкий    | Ich habe Geld gefunden                 |
| Перевод     | Я нашёл деньги                         |